# Mahdia (Gujana)
Mahdia – miasto w Gujanie, stolica regionu Potaro-Siparuni, położone w centrum kraju. W miejscowości znajduje się krajowy Port lotniczy Mahdia.

## Atrakcje turystyczne
- Kaieteur - wodospad na terenie Parku Narodowego,
- Pacaraima - pasmo górskie na Wyżynie Gujańskiej.

## Linki zewnętrzne

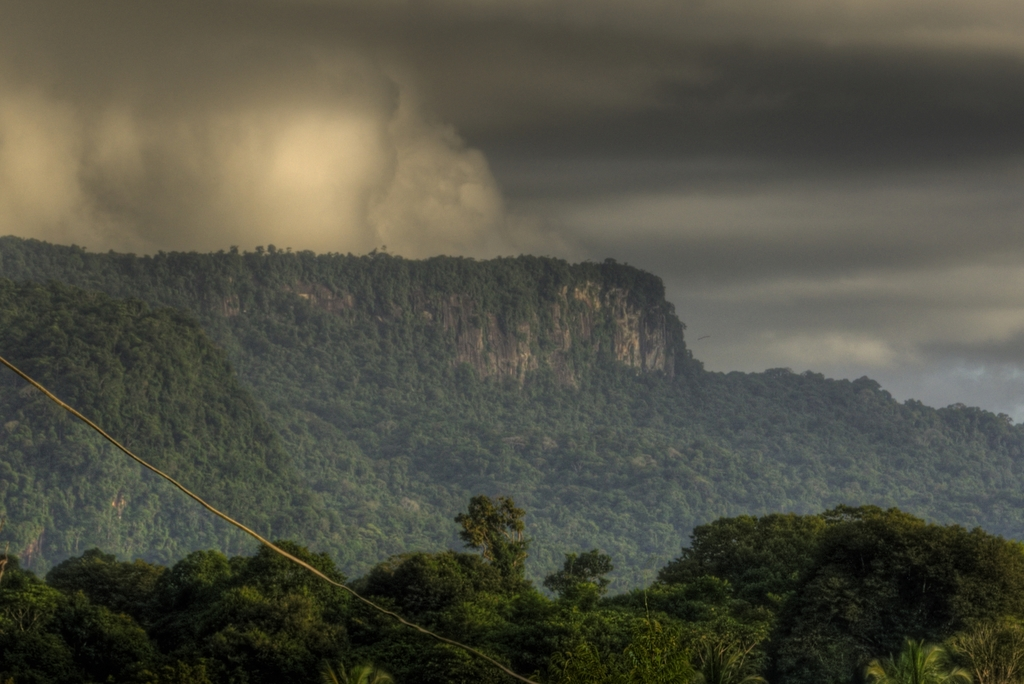
Wzgórza na południu Mahdia